# Saint-Caprais, Gers
Saint-Caprais este o comună în departamentul Gers din sudul Franței. În 2009 avea o populație de 128 de locuitori.

## Evoluția populației
| An        | 1975 | 1982 | 1990 | 1999 | 2006 | 2009 |
| --------- | ---- | ---- | ---- | ---- | ---- | ---- |
| Populație | 104  | 106  | 101  | 102  | 112  | 128  |